# Gonodactylellus viridis
Gonodactylellus viridis is een bidsprinkhaankreeftensoort uit de familie van de Gonodactylidae. De wetenschappelijke naam van de soort is voor het eerst geldig gepubliceerd in 1954 door Serène.